# Palacio Urmeneta
El Palacio Urmeneta fue un edificio neogótico ubicado en la segunda cuadra de calle Monjitas en Santiago de Chile. Mandado a construir en 1868 por el rico comerciante y minero José Tomás Urmeneta, según algunos, el hombre más rico de Latinoamérica en la época. Es obra de los arquitectos Manuel Aldunate Avaria y de su colaborador Carlos von Moltke Koefoed, quien además estuvo a cargo de su construcción. El edificio fue demolido en 1929.

## Arquitectura
El palacio presentaba una pesada fachada de líneas góticas. En el centro destacaba un cuerpo de tres pisos, con tres puertas de acceso en el primero, todas con ojiva en su parte superior. El segundo piso mostraba un balcón corrido, mientras que el tercer nivel poseía ventanas de dintel recto. El resto de la fachada era de 2 cuerpos y estaba enmarcada por 2 torreones de sabor árabe en los extremos. Aunque el estilo Tudor no era evidente, la totalidad del conjunto era imponente y magnífico. Un pequeño parque antecedía la casa, rejas de fierro forjado marcaban el límite con calle monjitas. 

## Historia
Su dueño, José Tomás Urmeneta, fue un intrépido hombre que tras largos años de miseria y búsqueda, encontró el Mineral de Tamaya, que lo convirtió rápidamente en uno de los hombres más poderosos de América. En sus numerosos viajes se apasionó por la vida inglesa, lo que quedó de manifiesto en la impronta de su casa. Su hija, Amalia, se casó con otro millonario de la época, Maximiano Errázuriz, y junto a él inició el alumbrado a gas de Santiago. 

El Palacio fue escenario de notables veladas de sociedad, los descendientes de Urmeneta vivieron por largos años en la casa, pero el alto costo de mantenimiento obligó su venta. Aquí se realizaron las tertulias femeninas que impulsó la educadora Amanda Labarca y tuvo un último momento de esplendor cuando el gobierno decidió usarlo para la Exposición histórica del Centenario, de cuyas fotografías se puede observar el lujoso interior del palacio.
En 1929 el gobierno decidió no desembolsar los 500 mil pesos necesarios para su compra y fue demolido ese mismo año.